# Gonzalo González de Lara
Gonzalo González de Lara (8 de octubre de 1874-22 de julio de 1936) fue un militar español.

## Biografía
En 1900 ingresó en la Academia de Infantería de Toledo, de la que salió licenciado unos años más tarde. El 4 de enero de 1928 obtuvo el rango de general de brigada. 
El 15 de febrero de 1935 González de Lara fue nombrado jefe de la 2.ª Brigada de Montaña, y gobernador Militar de la plaza de Bilbao.
En julio de 1936 se encontraba al mando de la 11.ª Brigada de Infantería. Era partidario de la sublevación contra el gobierno de la República y estaba implicado en la conspiración. Unos meses antes, en el mes de abril, se habían formado en Burgos dos juntas clandestinas: una civil, dirigida por el general Fidel Dávila Arrondo, y otra militar, dirigida por el general González de Lara, que será el verdadero alma de la conspiración golpista en Burgos.
A las diez de la noche del 17 al 18 de julio, siguiendo instrucciones del Gobierno, el general Domingo Batet ordenó el arresto y destitución de González de Lara, siendo sustituido en el mando de la brigada por Julio Mena Zueco. Posteriormente fue conducido a la prisión de Guadalajara. Después de producirse la sublevación de varias guarniciones militares, el 20 de julio se sublevó la guarnición de Guadalajara, bajo las órdenes de Rafael Ortiz de Zárate. El comandante Ortiz de Zárate liberó de la prisión de Guadalajara a varios militares detenidos, entre otros González de Lara, que se convirtió en el jefe local de los rebeldes. Tras el fracaso de la sublevación en Madrid, partieron hacia Guadalajara varias columnas de milicianos, policías y guardias civiles al mando del coronel Ildefonso Puigdendolas. El 22 de julio las fuerzas republicanas lograron derrotar a los sublevados y reconquistar la ciudad tras una breve pero intensa lucha. González de Lara murió durante los combates.